# سیارک ۱۶۰۰۷
سیارک ۱۶۰۰۷ (به انگلیسی: 16007 Kaasalainen، نامگذاری:1999BC11) شانزده هزار و هفتمین سیارک کشف شده‌است که در ۲۰ ژانویه ۱۹۹۹ کشف شد.
قدر مطلق سیارک برابر ۲۲.۴ است.